# Готье V де Бриенн
Готье V де Бриенн (фр. Gautier V de Brienne; ок. 1278 — 15 марта 1311, река Кефисс) — граф де Бриенн (Готье V) и ди Лечче (под именем Готье II) с 1296 года, герцог Афинский (под именем Готье I) с 1308 года, сын Гуго, графа де Бриенн, и Изабеллы де Ла Рош, дочери Ги I де Ла Рош, герцога Афинского.

## Биография
Впервые Готье упоминается в источниках в 1287 году, когда отец, попавший в плен к сицилийцам, был вынужден оставить его заложником в замке Агоста в Сицилии до уплаты выкупа.
После гибели отца в 1296 году Готье унаследовал его владения как во Франции (графство Бриенн в Шампани), так и в Неаполитанском королевстве — графство Лечче и Конверсано. Также Готье унаследовал претензии отца на Кипрское королевство. Жил он при неаполитанском дворе. Как и отец, Готье принял участие в войне неаполитанцев против Сицилийского королевства, однако в 1300 году попал в плен, где пробыл до подписания Кальтабеллотского договора (1302).
5 октября 1308 года умер его двоюродный брат Ги II де Ла Рош, герцог Афинский, не оставивший прямых наследников. Герцогство в итоге унаследовал Готье, поскольку его мать происходила из рода герцогов Афинских. Он отправился в свои новые владения, однако там оказался в очень сложном положении. Его герцогство было зажато между владениями деспота Эпира Иоанна II и императора Византии Андроника II Палеолога. Для того, чтобы противостоять соседям, Готье в 1310 году нанял альмогаваров — армию наёмников, известную в истории под названием Каталонская Компания.
С помощью альмогаваров Готье удалось вытеснить византийцев и эпирцев. Однако после того, как он попробовал выслать наёмников из герцогства, не уплатив долги по жалованью, они восстали. Для борьбы против каталонцев Готье нанял большую армию, однако в битве, состоявшейся 15 марта 1311 года на реке Кефисс в Беотии, армия Готье была разбита, а сам он убит. 
Новым герцогом Афинским каталонцы назначили одного из выживших рыцарей — Роже Деслора, а герцогство более чем на 70 лет оказалось во власти Арагона. В других владениях наследником Готье V стал его сын Готье VI, который позже безуспешно пытался вернуть Афинское герцогство.

## Брак и дети
Жена: с до октября 1305 года Жанна де Шатильон (ум. 16 января 1354), дочь Гоше V де Шатильон, графа де Порсеан. Дети:
- Готье VI (1302 — 19 сентября 1356), граф ди Лечче и де Бриенн с 1311, титулярный герцог Афинский с 1311, коннетабль Франции с 1356
- Изабелла (ум. 1360), графиня ди Лечче и де Бриенн, дама де Рамерю; муж: с января 1321 Готье III (5 июня 1302—1345), сеньор д’Ангиен